# Struthio

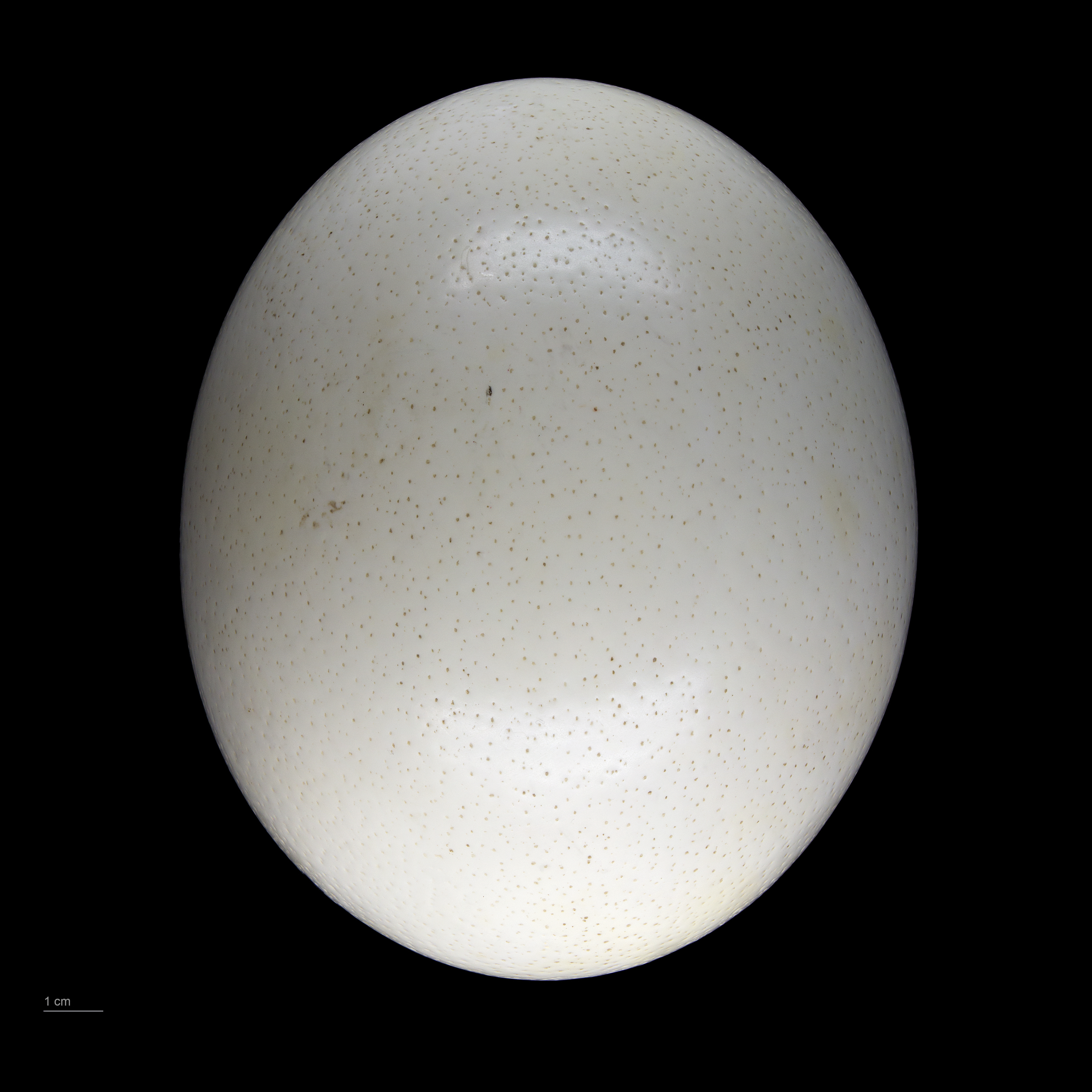
Struthio camelus

Struthio Linnaeus, 1758 è un genere di uccelli, unico genere della famiglia Struthionidae e dell'ordine Struthioniformes.

## Tassonomia
In passato i confini dell'ordine Struthioniformes erano più ampi degli attuali e l'ordine veniva suddiviso in 3 sottordini:
- Casuarii, comprendente le famiglie Casuariidae, Dromaiidae
- Rheae, comprendente la famiglia Rheidae
- Struthiones, comprendente le famiglie Struthionidae

I primi due sottordini vengono attualmente inquadrati come ordini a sé stanti (rispettivamente Casuariiformes e Rheiformes), e pertanto l'ordine Struthioniformes risulta composto da una sola famiglia (Struthionidae) e un solo genere (Struthio), che comprende due specie viventi e 4 sottospecie, di cui una estinta:
- Struthio camelus Linnaeus, 1758
  - Struthio camelus camelus Linnaeus, 1758 - struzzo nordafricano
  - Struthio camelus syriacus Rothschild, 1919 † - struzzo arabo
  - Struthio camelus massaicus Neumann, 1898 - struzzo masai
  - Struthio camelus australis Gurney, 1868 - struzzo australe o sudafricano
- Struthio molybdophanes Reichenow, 1883 - struzzo somalo

### Specie fossili
- Struthio asiaticus
- Struthio anderssoni
- Struthio brachydactylus
- Struthio chersonensis
- Struthio mongolicus
- Struthio orlovi
- Struthio wimani[senza fonte]